# لوسي جونستون
لوسي جونستون (بالإنجليزية: Lucy Johnston)‏ هي صحفية بريطانية، ولدت في 1969.